# Карой Кеваго
 Карой Кеваго  (угор. Kővágó Károly, нар. 1906 — пом. ?) — угорський футболіст, що грав на позиції захисника.
Відомий виступами за клуби «Хунгарія» і «Уйпешт».

## Клубна кар'єра
Розпочинав кар'єру в команді МТК (Будапешт), яка в той час носила назву «Хунгарія».  З 1928 по 1934 рік грав за інший клуб з Будапешта  — «Уйпешт». Провів у його складі 67 матчів в чемпіонаті. У 1930 і 1931 роках завоював з командою перші в історії титули чемпіона країни. У цих сезонах на рахунку Кеваго 12 і 5 зіграних матчів відповідно. Також виграв чемпіонський титул в 1933 році, провівши за команду 17 матчів.
В 1929 «Уйпешт» здобув перемогу у кубку Мітропи, міжнародному турнірі для найсильніших клубів центральної Європи.. На шляху до фіналу команда пройшла празьку «Спарту» (6:1 і 0:2) і віденський «Рапід» (2:1, 2:3 і 3:1 в переграванні в додатковий час завдяки хет-трику бомбардира команди Іштвана Авара). У фіналі «Уйпешт» переграв іншу чеську команду –  —  «Славію». Вже в першому матчі «Уйпешт» здобув вагому перевагу 5:1, а в матчі відповіді вдовольнився нічиєю 2:2. Кеваго зіграв в усіх 7 матчах команди на турнірі, а загалом у кубку Мітропи на його рахунку  11 матчів у 1929-1932 роках.
В 1930 році «Уйпешт» виграв престижний міжнародний турнір Кубок Націй. Кеваго у фіналі не грав.
Після «Уйпешта» також виступав у командах «Аттіла» і «Немзеті». 

## Досягнення
- Володар Кубка Мітропи: 1929
- Чемпіон Угорщини: 1929–30, 1930–31, 1932–33
- Срібний призер Чемпіонату Угорщини: 1931–32, 1933–34
- Бронзовий призер Чемпіонату Угорщини: 1928–29,
- Фіналіст Кубка Угорщини: 1933